# Tommy Songo
Tommy Gbayeh Songo (ur. 20 kwietnia 1995 w Monrovii) – liberyjski piłkarz grający na pozycji bramkarza. Jest wychowankiem klubu LISCR FC.

## Kariera klubowa
Swoją karierę piłkarską Songo rozpoczął w klubie LISCR FC. W sezonie 2013/2014 zadebiutował w jego barwach w liberyjskiej Premier League. Dwukrotnie został z nim mistrzem kraju w sezonach 2016/2017 i 2022/2023, trzykrotnie wicemistrzem w sezonach 2015, 2019 i 2020/2021. Zdobył też trzy Puchary Liberii w latach 2019, 2022 i 2023.

## Kariera reprezentacyjna
W reprezentacji Liberii Songo zadebiutował 13 października 2015 roku w wygranym 3:1 meczu eliminacji do MŚ 2018 z Gwineą Bissau, rozegranym w Bissau.